# Chrysotoxum kozlovi
Chrysotoxum kozlovi är en tvåvingeart som beskrevs av Violovitsh 1973. Chrysotoxum kozlovi ingår i släktet getingblomflugor, och familjen blomflugor. Inga underarter finns listade i Catalogue of Life.